# Brass Eye
Brass Eye is een Britse televisieserie gemaakt door Chris Morris. Het programma heeft de vorm van een satirische mockumentary waarin de spot wordt gedreven met onderwerpen in het nieuws en de sensationalistische stijl waarin het nieuws in de jaren 90 op de Britse televisie verslagen werd. De eerste serie van zes afleveringen werd in 1997 uitgezonden op Channel 4 waarna in 2001 nog eenmalig een special te zien was.
Brass Eye was de opvolger van Morris' eerdere programma's On the Hour (radio, 1991–92) en The Day Today (1994) en veel bekende Britse komieken en acteurs waaronder Simon Pegg en Claire Skinner speelden mee. Naast Morris werd de serie mede geschreven door David Quantick, Peter Baynham, Jane Bussmann, Arthur Mathews, Graham Linehan en Charlie Brooker.